# Otávio Rocha
Otávio Francisco da Rocha (Pelotas, 23 de setembro de 1877 – Porto Alegre, 27 de fevereiro de 1928) foi um militar, engenheiro, educador, político e jornalista brasileiro, prefeito de Porto Alegre de 1924 a 1928.
Realizou seus estudos iniciais em Pelotas e secundários no ginásio Nossa Senhora da Conceição, em São Leopoldo. Ao completar seus estudos ingressou no exército, em 1891, buscando a carreira de engenheiro militar, sendo diplomado, em 1901, pela Escola Militar da Praia Vermelha. De volta ao Rio Grande do Sul, fez estágio na estrada de ferro Rio Grande-Bagé, servindo na guarnição de Rio Grande até 1903. Depois passou à Escola Preparatória e Tática de Rio Pardo e em 1905 à Escola Militar de Porto Alegre, onde permaneceu até 1909, quando foi eleito deputado estadual. 
Enquanto depudato, foi redator do jornal A Federação, membro do Partido Republicano Riograndense e também professor de geometria e aritmética no Colégio Júlio de Castilhos.
Depois eleito deputado federal mudou-se para o Rio de Janeiro, onde permaneceu pouco tempo, retornando ao Rio Grande do Sul e ao exército, em 1914, onde permaneceu até 1918, quando eleito novamente deputado federal. Reeleito em 1921, apoiou a candidatura oposicionista de Nilo Peçanha à presidência.
De volta a Porto Alegre foi indicado para sucessão de José Montaury na prefeitura da capital gaúcha. Nessa época,  a população da cidade já chegava a 190 mil pessoas e ele elegeu-se com apenas oito mil votos. 
Assumiu a prefeitura (intendência) com a determinação de reformar a cidade, transformando-a em uma "nova Paris". No projeto estavam previstas as construções de avenidas largas, bulevares e rótulas e, para colocá-lo em prática, especialmente na área central, Otávio Rocha mandou derrubar dezenas de casarões e cortiços, que simbolizavam pobreza e atraso. Além disso, providenciou água tratada à população e ampliou a iluminação pública. Esta série de reformas fizeram com que Otávio Rocha ficasse conhecido como o "reformador" da cidade de Porto Alegre.
Tais reformas, no entanto, endividaram a capital e novos impostos foram criados em 1925: sobre as profissões, os divertimentos, o comércio e a indústria, a caridade, a conservação de ruas e estradas, taxas sobre os serviços de coleta de lixo e aferição de pesos e medidas. Em 1927, três mil automóveis já circulavam em Porto Alegre, número inferior apenas ao da frota de São Paulo.
Otávio Rocha morreu durante seu mandato, em 1928, devido a complicações de uma úlcera gástrica. Porto Alegre homenageou seu ex-prefeito com uma praça e uma avenida que levam seu nome, avenida esta construída como parte de seu projeto inicial de reformas. Alberto Bins, então vice-prefeito, foi seu sucessor. Está sepultado no Cemitério da Santa Casa de Misericórdia.
Casado com Inácia Brochado da Rocha, deixou como descendência, entre seus sete filhos, três que se destacaram na política gaúcha e nacional: Antônio Brochado da Rocha, prefeito de Porto Alegre entre 1943 e 1945; Francisco de Paula Brochado da Rocha, primeiro-ministro do Brasil em 1962 e José Diogo Brochado da Rocha.